# Germans del Bosc
Els Germans del Bosc (en estonià: metsavennad, letó: mežabrāļi, lituà: miško broliai) eren una guerrilla dels Països bàltics que s'enfrontà a l'Exèrcit Roig durant la invasió soviètica i l'ocupació de Letònia, Estònia i Lituània durant i després de la Segona Guerra Mundial.
El terme Germans del Bosc va ser emprat en els països bàltics durant la Revolució russa de 1905,, així com després de la invasió soviètica de 1940 i 1941. Les polítiques de repressió adoptades per ordre de Stalin van provocar el desplaçament d'unes 170.000 persones que van buscar refugi en les extenses zones densament boscoses de l'interior de la costa bàltica oriental, on molts d'ells organitzaren la guerrilla formant grups de diversa importància i composició, des de petites unitats fins a grups que van arribar fins i tot de vegades a presentar batalla a l'exèrcit soviètic. El període d'ocupació per l'Alemanya Nazi va suposar l'aturada de l'activitat guerrillera, i que molts dels seus membres fossin adscrits a destacaments de les Waffen-SS, com la 20a Divisió de Granaders, fet pel que se'ls va acusar de col·laboracionisme. La retirada alemanya davant l'avanç soviètic va dur al ressorgir de l'acció partisana, alimentada pels membres que van aconseguir escapar o van evitar caure presoners. Alguns d'ells van arribar a Suècia o el Regne Unit, com Alfons Rebane i Alfrēds Riekstiņš, on mitjançant el de la intel·ligència militar aliada donaren suport a les activitats in-situ dels Germans del Bosc, que van incrementant-se durant la Guerra Freda.